# Wiener Secession

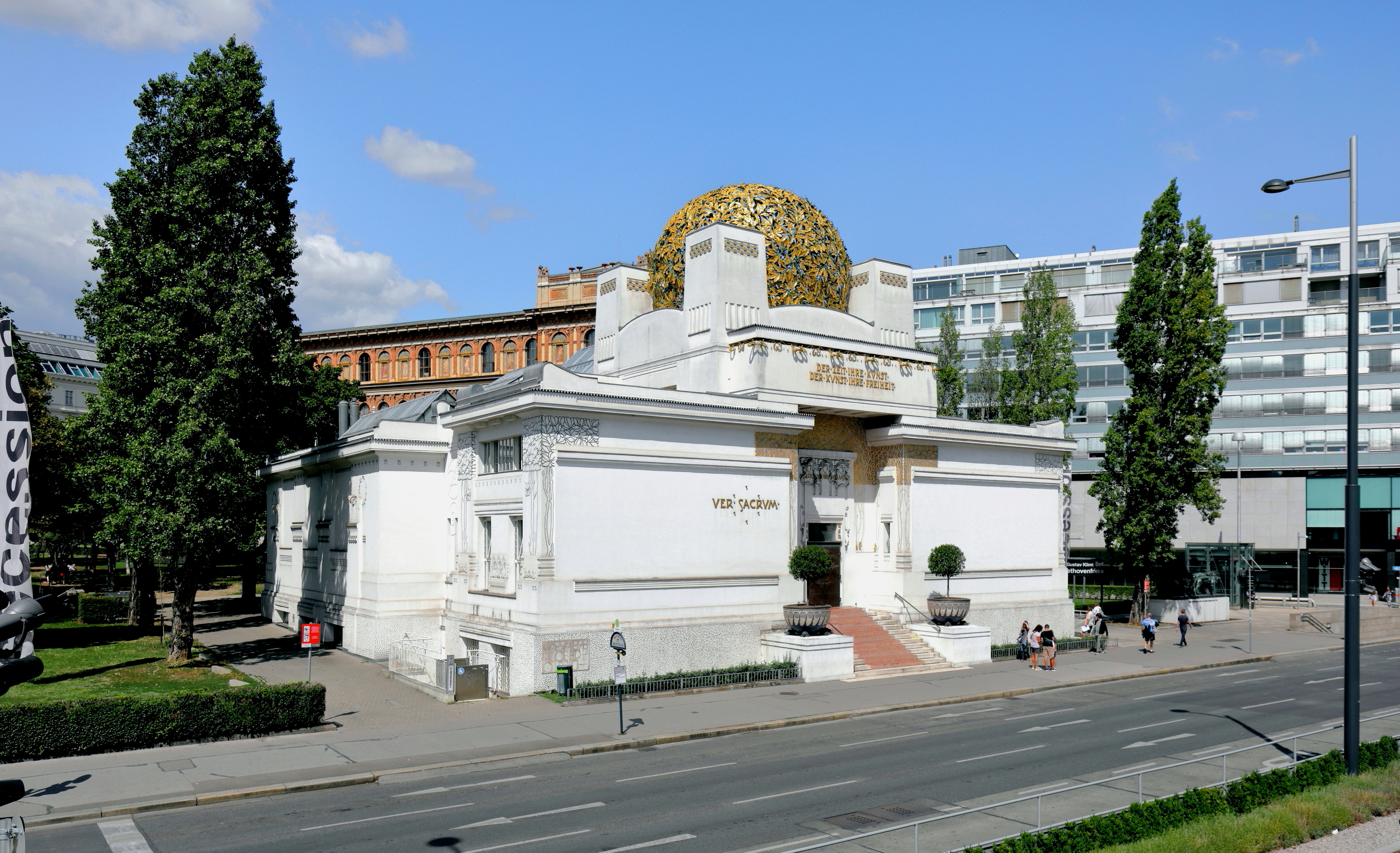
Das Ausstellungshaus der Wiener Künstlervereinigung „Secession“ (2017)

Die Wiener Secession, genauer Vereinigung bildender Künstler Wiener Secession, ist eine Vereinigung bildender Künstler in Wien aus der Zeit des Fin de siècle. Davon abgeleitet wird auch die Wiener Variante des Jugendstils als Secessionsstil oder Wiener Jugendstil bezeichnet.
Die Wiener Secession ist seit ihrer Gründung 1897 ein Ausstellungshaus für zeitgenössische Kunst, das den Diskurs im künstlerischen Feld maßgeblich mitbestimmt. Die Besonderheit der Institution ist, dass der aus aktiven Künstlern und Architekten bestehende Vorstand, in einem kollektiven Prozess Künstler einlädt, um Ausstellungen eigens für die Secession zu erarbeiten. Gegenwärtig werden so bis zu 12 künstlerische Positionen pro Jahr kuratiert und ausgestellt. 

## Geschichte
Die Wiener Secession wurde am 3. April 1897 von Gustav Klimt, Koloman Moser, Josef Hoffmann, Joseph Maria Olbrich, Max Kurzweil, Josef Engelhart, Ernst Stöhr, Wilhelm List, Adolf Hölzel, Anton Nowak und anderen Künstlern als Abspaltung (Secession) vom Wiener Künstlerhaus gegründet, da die Künstler den am Künstlerhaus vorherrschenden Konservatismus und traditionellen – am Historismus orientierten – Kunstbegriff ablehnten. Vorbild war die Münchner Secession. 1897 wurde die bedeutendste österreichische Kunstzeitschrift Ver Sacrum gegründet. Die erste Ausstellung fand 1898 statt. Links neben der Eingangstür des gleichnamigen Ausstellungshauses findet sich der Wahlspruch Ver Sacrum („Heiliger Frühling“), der die Hoffnung auf eine neue Kunstblüte ausdrücken soll.

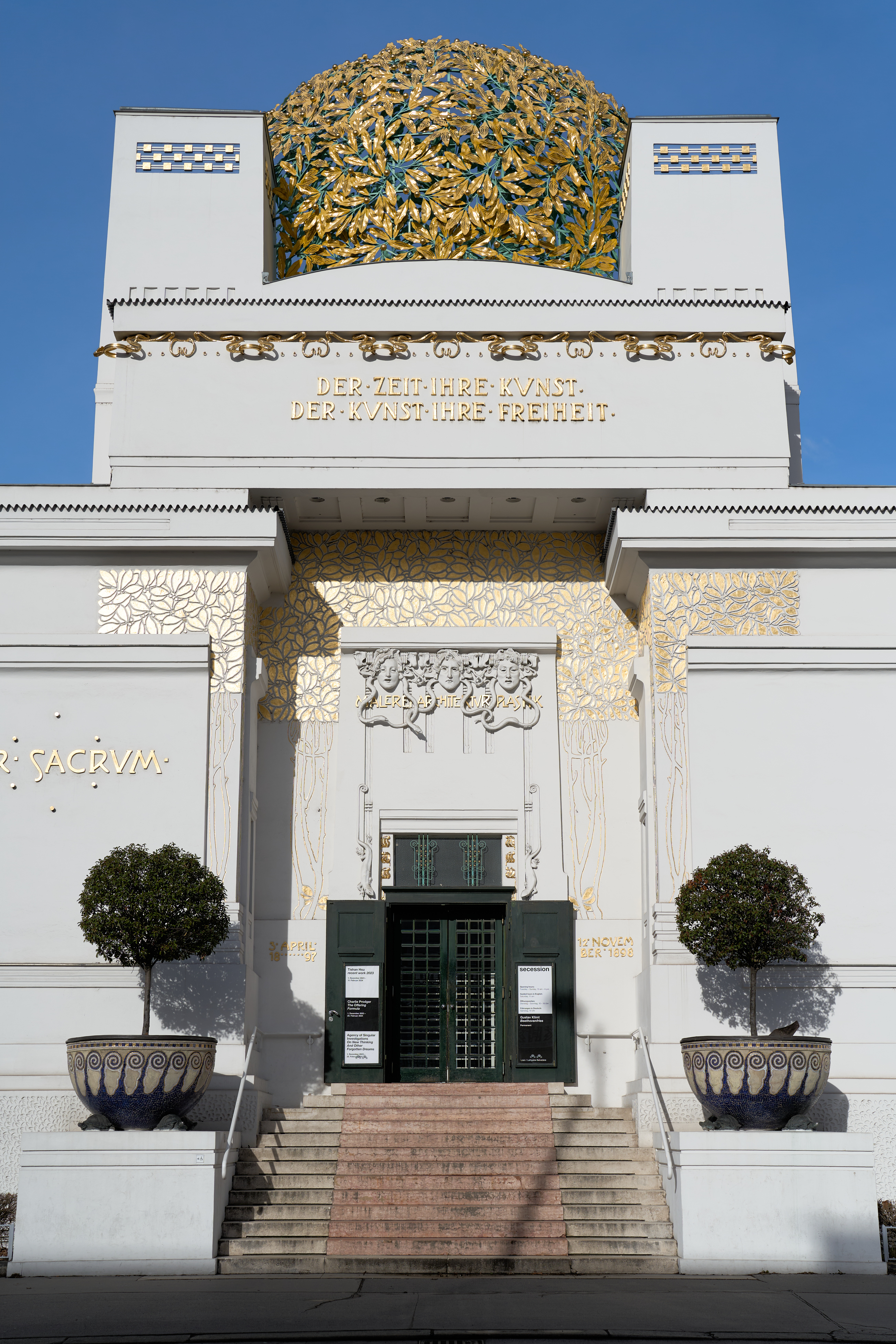
Portal des Ausstellungshauses, mit dem Credo: „Der Zeit ihre Kunst. / Der Kunst ihre Freiheit.“ (2024)

Am 17. November 1897 wurde der Vereinigung bildender Künstler Österreichs Secession laut Beschluss der Gemeindevertretung in Wien ein Grundstück im 1. Bezirk Innere Stadt an der Wienzeile, zwischen Naschmarkt und der Akademie der bildenden Künste, zur Errichtung eines Kunst-Ausstellungsgebäudes überlassen. 1898 wurde das Ausstellungshaus nach Entwürfen des Otto-Wagner-Schülers Joseph Maria Olbrich erbaut. Dieses Ausstellungsgebäude wird in Wien ebenfalls kurz als „die Secession“ bezeichnet.
Große Verdienste erwarb sich die Gruppe mit ihrer Ausstellungspolitik, durch die etwa die französischen Impressionisten dem Wiener Publikum zugänglich gemacht wurden. Die Schau Entwicklung des Impressionismus in Malerei und Plastik stellte 1903 beispielsweise erstmals Werke von Paul Cézanne in Österreich aus; im Nachgang gelangten von hier gezeigte Werke von Claude Monet und Vincent van Gogh in die Moderne Galerie (heute Österreichische Galerie Belvedere). Berühmt wurde die 14. Ausstellung der Secession 1902, die Ludwig van Beethoven gewidmet war („Beethovenausstellung“). Das Arrangement der Ausstellung stammte von Josef Hoffmann. Im Zentrum stand die Beethovenstatue von Max Klinger. 20 Secessionskünstler und eine Künstlerin gestalteten wandbezogene Arbeiten (Malerei, Mosaike, Reliefs, Skulpturen, Brunnen, Möbel), Gustav Klimt führte im ersten Ausstellungsraum den Beethovenfries als Wandgemälde aus, das sich seit 1975 im Besitz der Republik Österreich befindet. Nach der Renovierung des Gebäudes in den Jahren 1985/86 durch Adolf Krischanitz wurde der Beethovenfries in einem Klimaraum im Souterrain installiert.
1903 wurde von Hoffmann und Moser die Wiener Werkstätte als Produktionsgemeinschaft bildender Künstler gegründet, die das Ziel hatte, das Kunstgewerbe zu reformieren.
Am 14. Juni 1905 trat Gustav Klimt mit einer Gruppe von Künstlern (Josef Maria Auchentaller, Adolf Boehm, Josef Hoffmann, Adolf Hölzel, Maximilian Kurzweil,  Wilhelm List, Richard Luksch, Carl Moll, Koloman Moser, Felician Myrbach-Rheinfeld, Emil Orlik, Alfred Roller, Otto Schönthal, Otto Wagner, Eduard Josef Wimmer-Wisgrill) wieder aus der Wiener Secession aus, da es zu Meinungsverschiedenheiten in den Kunstauffassungen gekommen war. Josef Engelhart führte die verbliebenen Künstler der Secession an, die konservativer eingestellt waren als die Gruppe um Gustav Klimt. Nach dem Anschluss Österreichs 1938 wurde 1939 die Wiener Secession als eigenständige Institution aufgelöst und in das Künstlerhaus übernommen, nach Kriegsende aber 1945 wieder gegründet.

## Präsidenten
- 1897–1899: Gustav Klimt
- 1900: Josef Engelhart
- 1901: Carl Moll
- 1902: Alfred Roller
- 1903: Wilhelm Bernatzik
- 1904: Felician Freiherr von Myrbach-Rheinfeld
- 1905–1906: Ferdinand Andri
- 1907–1908: Franz Hohenberger
- 1908–1909: Anton Nowak[4]
- 1910: Josef Engelhart
- 1911: Robert Oerley
- 1912–1914: Rudolf Bacher
- 1915–1916: Ferdinand Schmutzer
- 1917–1919: Richard Harlfinger
- 1920: Franz Messner
- 1920–1925: Christian Ludwig Martin
- 1926–1928: Ferdinand Kitt
- 1929–1930: Othmar Schimkowitz
- 1931–1935: Christian Ludwig Martin
- 1936–1938: Alexander Popp
- 1946–1947: Karl Stemolak
- 1948–1949: Josef Hoffmann
- 1950–1954: Albert Paris Gütersloh
- 1955–1957: Paul Meissner
- 1957–1960: Lois Pregartbauer
- 1960–1965: Paul Meissner
- 1965–1968: Walter Eckert
- 1968–1972: Georg Eisler
- 1972–1977: Paul Meissner
- 1977–1983: Hermann Josef Painitz
- 1983–1991: Edelbert Köb
- 1991–1995: Adolf Krischanitz
- 1995–1999: Werner Würtinger
- 1999–2006: Matthias Herrmann
- 2006–2007: Barbara Holub
- 2007–2013: András Pálffy
- 2013–2021: Herwig Kempinger
- seit Oktober 2021: Ramesch Daha[5]

## Ehrenpräsidenten
- 1897: Rudolf von Alt
- 1953: Oskar Kokoschka

## Weitere historische Mitglieder der Secession
- Josef Maria Auchentaller
- Teodor Axentowicz
- Boleslaw Biegas
- Leopold Birstinger
- Stanisław Dębicki
- Albin Egger-Lienz
- Julius Exter
- Max Fabiani
- Julian Fałat
- Stefan Filipkiewicz
- Richard Gerstl
- Wlastimil Hofman
- Carl Holzmann
- Sepp Hubatsch
- Wladyslaw Jarocki
- Alfons Karpiński
- Friedrich König
- Oskar Kokoschka
- Broncia Koller-Pinell
- Ferdinand Kruis
- Konstanty Laszczka
- Maximilian Liebenwein
- Anton Mahringer
- Jacek Malczewski
- Józef Mehoffer
- Ivan Meštrović
- Carl Moll
- Koloman Moser
- Rudolf Nissl
- Kurt Ohnsorg
- Joseph Maria Olbrich
- Maxmilián Pirner
- Jože Plečnik
- Kazimierz Pochwalski
- Karl Julius Heinrich Revy
- Malva Schalek
- Egon Schiele
- Othmar Schimkowitz
- Władysław Ślewiński
- Jan Stanisławski
- Wacław Szymanowski
- Włodzimierz Tetmajer
- Wojciech Weiss
- Leon Wyczółkowski
- Stanisław Wyspiański

- Alfred Hofmann